# Drugs
«Drugs» es una canción interpretada por la banda estadounidense Talking Heads. Fue publicada el 3 de agosto de 1979 como la canción de cierre de su tercer álbum de estudio Fear of Music.

## Recepción de la crítica
«Drugs» fue clasificada en el puesto #11 en la lista de las 50 mejores canciones de Talking Heads de Matt Has An Opinion, quien la describió como “Byrne y Eno en su forma más experimental y ambiciosa”. El crítico de Consequence, Robert Ham, comentó: “[Talking Heads y Eno] capturaron a la perfección la sensación mareada y desquiciada de estar drogado”.

## Créditos y personal
Créditos adaptados desde las notas de álbum de Fear of Music.
Talking Heads
- David Byrne – voz principal, guitarra
- Chris Frantz – batería
- Jerry Harrison – guitarra
- Tina Weymouth – bajo eléctrico

Músicos adicionales
- Brian Eno – tratamientos

Personal técnico
- Brian Eno – productor
- Talking Heads – productores
- Rod O'Brian – ingeniero de audio
- Joe Barbaria – ingeniero de audio
- Neal Teeman – ingeniero de audio
- Chris Martinez – ingeniero asistente
- Tom Heid – ingeniero asistente
- Greg Calbi – masterización

## Versión de This Mortal Coil
La banda británica This Mortal Coil lanzó una versión de «Drugs» en septiembre de 1986 como un sencillo de doble lado A, junto con «Come Here My Love».

### Créditos y personal
Créditos adaptados desde las notas de álbum de Filigree & Shadow.
This Mortal Coil
- Alison Limerick – voz principal
- Andrew Gray – guitarra
- Ivo – teclados[7]
- Steven Young – drum programming

Personal técnico
- Ivo – productor
- John Fryer – coproductor, ingeniero de audio
- John Turner – ingeniero de audio
- Kevin Metcalfe – masterización

### Posicionamiento
| Gráfica (1986)                             | Pico de posición |
| ------------------------------------------ | ---------------- |
| Reino Unido (UK Singles Chart)             | 90               |
| Reino Unido (UK Independent Singles Chart) | 2                |